# Pociąg drogowy

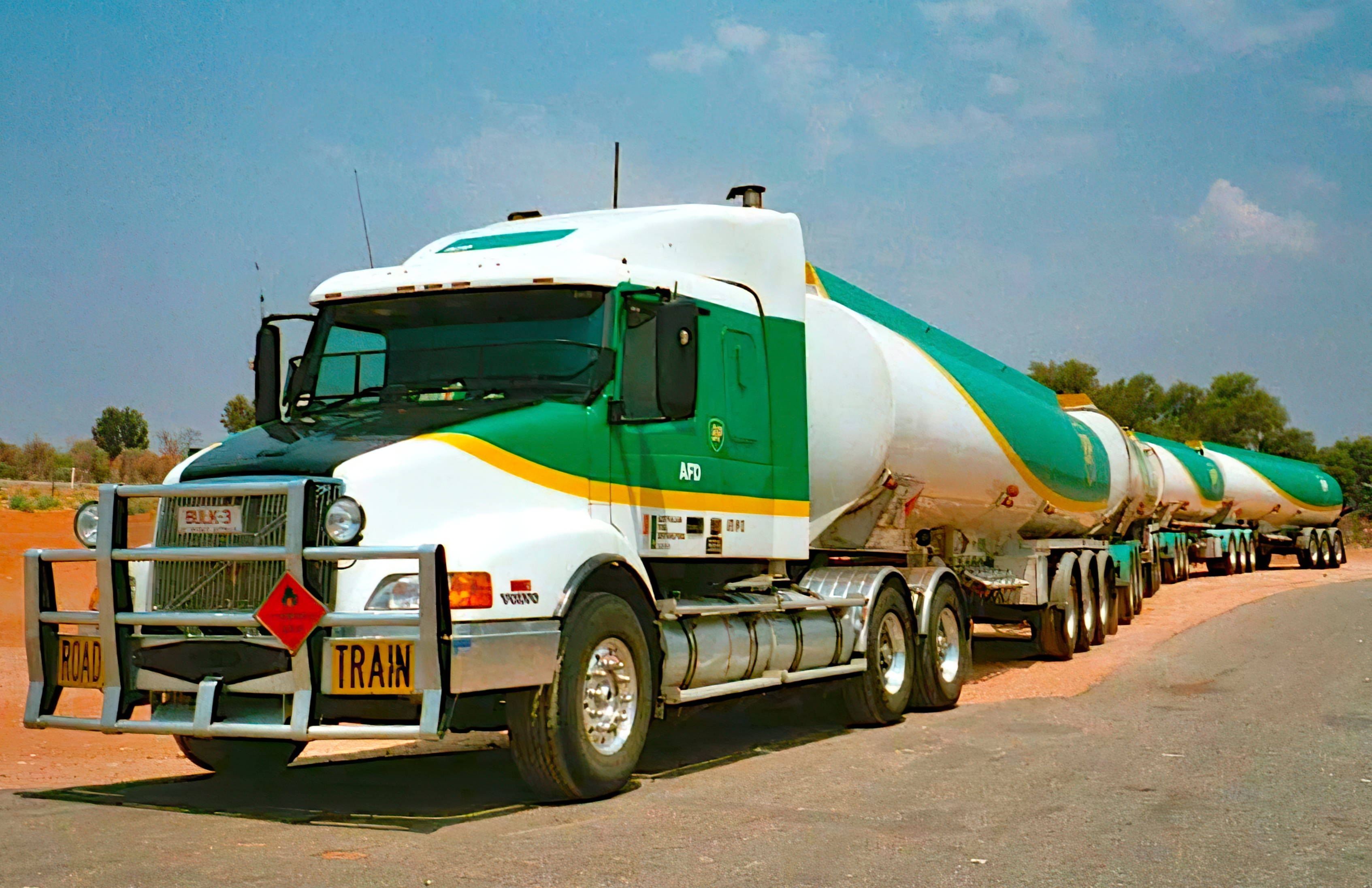
Pociąg drogowy z naczepą-cysterną i przyczepami-cysternami w Australii

Pociąg drogowy (zespół pojazdów drogowych) – pojazd samochodowy do transportu rzeczy połączony z przyczepą lub pojazd członowy z kolejną przyczepą.
Pociągi drogowe charakteryzują się czasami bardzo dużymi gabarytami oraz dużą liczbą przyczep. Pojazdy tego typu zobaczyć można między innymi w Australii i Stanach Zjednoczonych oraz Szwecji i Kanadzie, gdzie z uwagi na bardzo duże odległości między miastami wykorzystywane są w transporcie towarowym. Charakterystyczną cechą pociągów drogowych w Australii są bardzo duże zderzaki zabezpieczające samochody ciężarowe przed zderzeniem z kangurami.

## Rekordy
- W roku 1999, w mieście Merredin (zachodnia Australia), pobito rekord Guinnessa dotyczący długości jednego pojazdu drogowego będącego w ruchu. Firma Marley’s Transport podpięła do ciągnika siodłowego 45 przyczep, osiągając tym samym długość 610 metrów i wagę 610 ton, jakie zostały przeciągnięte przez ciągnik marki Kenworth na dystansie 8 km[4].
- Następny rekord zanotowano w Kalgoorlie w 2004 roku, tym razem pociąg drogowy miał długość 1445 metrów i był prowadzony przez Douga Goulda, właściciela ciągnika Kenworth[5].
- W 2006 roku, w miejscowości Clifton (stan Queensland, Australia) do ciągnika siodłowego podpięto 112 przyczep, czego efektem był pojazd o długości 1474 metrów[6].